# Wilszanka (hromada Babanka)
Wilszanka (ukr. Вільшанка) – wieś na Ukrainie, w obwodzie czerkaskim, w rejonie humańskim, w hromadzie Babanka. W 2001 liczyła 215 mieszkańców.